# 鄭長青
郑长青，字震生。福建晉江縣人，清朝政治人物、進士出身。

## 生平
顺治十五年（1658年），登戊戌科进士，授保寧府推官，升任兖州府河防同知，授平樂府知府，改任思恩府知府，因病卒於任內。